# Torre de telegrafía óptica de Fuenterrobles
La torre de Telegrafía Óptica de Fuenterrobles, ubicada en el Cerro de la Vicuerca, municipio de Fuenterrobles, en la comarca de la Plana de Utiel-Requena, en la provincia de Valencia, es un monumento declarado Bien de interés cultural, tal y como queda constancia en la Dirección General de patrimonio Cultural, de la Consejería de Turismo, Cultura y Deportes de la Generalidad Valenciana.

## Historia

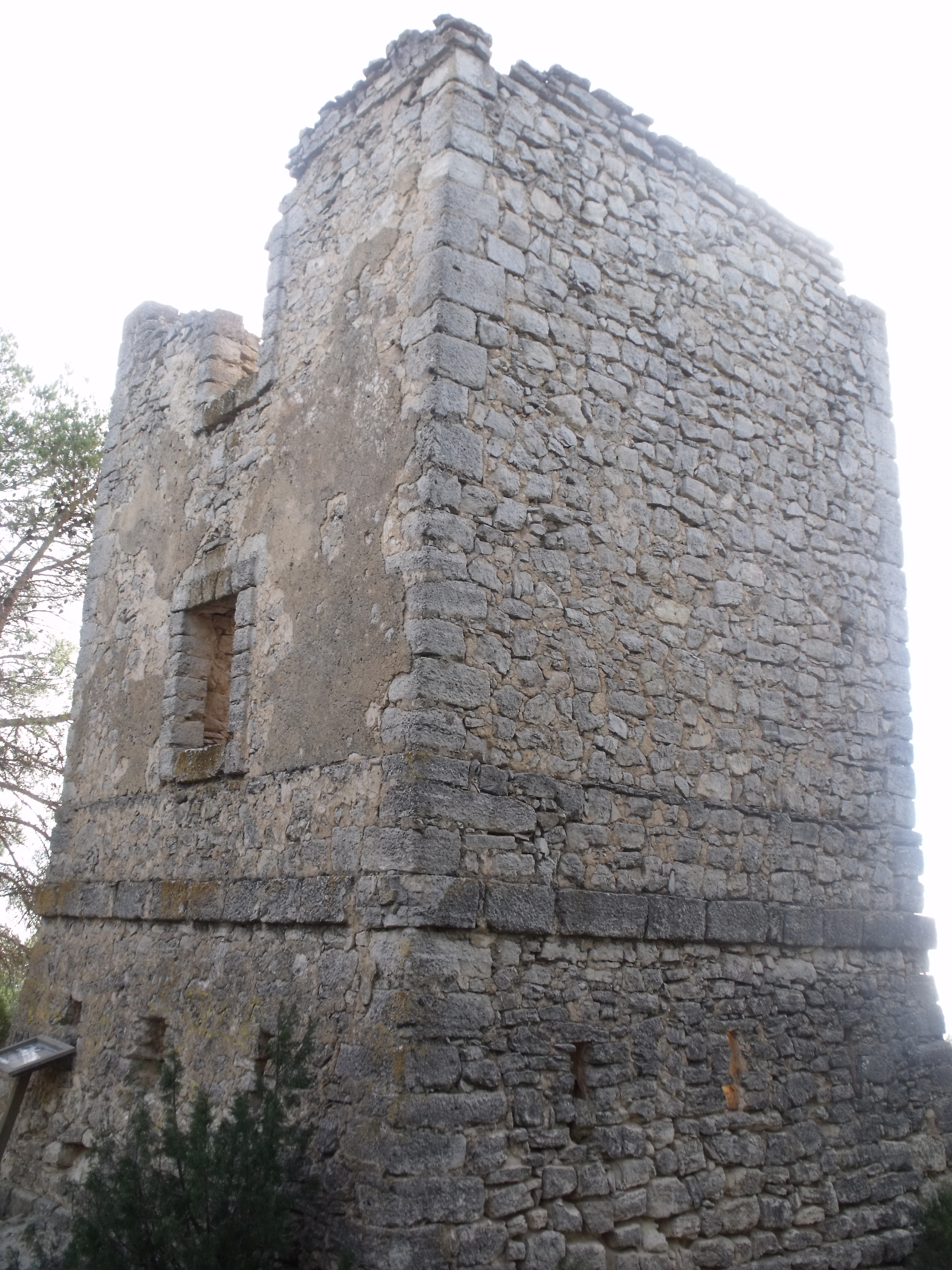

La primera línea de telegrafía óptica que funcionó en España fue obra de Agustín de Bethencourt quien se inspiró -para promoverlas- del conocimiento que tuvo de ellas durante su estancia en Francia. En 1799 se aprueba la construcción de la línea de telégrafo óptico Madrid-Cádiz, aunque no se finalizó, quedando el proyecto paralizado en Aranjuez. Tras la guerra de la Independencia -y al comprobar la importancia de la comunicación rápida y segura-, se reanuda la instalación de nuevas líneas. 
En 1837 el Ministerio de la Gobernación proyectó la comunicación de Madrid con las capitales de provincia que fue encargada al Coronel de Estado Mayor José María Mathé en 1844, construyéndose tres de las líneas proyectadas, entre ellas la línea de telegrafía óptica Madrid-Valencia, que comienza su construcción en 1848 y su funcionamiento un año más tarde con treinta torres. 
La primera estación estaba en Madrid en el edificio de la Aduana, actual Ministerio de Economía y Hacienda al comienzo de la calle Alcalá y el final en el ya desaparecido convento San Francisco de Valencia.
Dentro de la Comunidad Valenciana las torres que son en total nueve se sitúan en Villagordo del Cabriel, Fuenterrobles, Requena, Buñol, Godelleta, Chiva y Torrente. En un primer momento y debido a la falta de personal entrenado para este trabajo, la mayoría de los telegrafistas fueron militares licenciados.
Los torreros se alternaban entre sí por turnos. Para que un servicio así funcionase con diligencia se exigía una rigurosa disciplina que exigía una organización paramilitar. Los edificios levantados para servir de soporte a este nuevo avance tecnológico fueron diseñados como torres defensivas fortificadas, o se ocuparon otros edificios suficientemente fortificados. Por orden ministerial de uno de marzo de 1844 se señalaban las condiciones que debían cumplir los lugares donde se colocasen las estaciones repetidoras del telégrafo óptico:
- La distancia entre las estaciones sería como mínimo de dos leguas y máximo de tres, teniendo en cuenta los accidentes geográficos.
- Deberían seguirse las carreteras existentes buscando la mayor seguridad de las zonas transitadas.
- Las estaciones se fijarían en poblaciones siempre que fuera posible.
- En las capitales de provincia se debería procurar colocar las estaciones en el mismo edificio que las autoridades civiles o militares.
- Eran preferibles edificios fortificados del Estado, torres de iglesias o ermitas, castillos o casas fuertes que pudieran defenderse en caso de necesidad.
- Se debería mantener la alineación siempre que fuera posible procurando un radio visual de la línea perpendicular al frente de cada torre, aunque según escribe Madoz: la mayor y más esencial ventaja que lleva, sin disputa, nuestra máquina telegráfica a todas las demás conocidas es la de que sus signos son visibles con igual claridad desde todos los puntos del horizonte, al paso que en la de otros países la percepción de aquellos solo es exacta cuando se observan en una dirección perpendicular...

En la actualidad poco o nada queda de la original red de telegrafía óptica salvo algunas de las torres en las que se emplazaron los telégrafos. Las torres de Mathé, construidas de un modo medianamente homogéneo con una mezcla de mampostería y fábrica de ladrillo, fueron en muchos casos usadas por los lugareños como cantera, tras el abandono por parte de la Administración. La inmensa mayoría de las pocas que aún están en pie total o parcialmente, lo hacen en estado de ruina en diferentes grados. Alguna está habilitada como vivienda (como es el caso de la existente en Torrelodones)

## Descripción
Los edificios levantados para servir de soporte a este nuevo avance tecnológico fueron diseñados como torres defensivas fortificadas, como la que se encuentra en Fuenterrobles, que se encuentra situada en el cerro del Telégrafo, una de las elevaciones de la sierra de la Bituerca a 1082 metros sobre el nivel del mar, al este de Fuenterrobles. 
Las torres, todas idénticas y según el estándar fijado por Mathé, serían de alrededor de 7 metros de lado, en la parte de la base que estaba ataluzada, mientras que el cuadrado interior era de menos de 5 metros de lado y 8,5 metros de alto; las paredes tenían un espesor de entre 0,95 metros a 0,70 metros, según la altura en la que nos encontráramos, disminuyendo la amplitud de la paredes con la altura. Constaban las torres de 3 plantas cubiertas, y sobre la cubierta superior, que era plana, se ubicaba el telégrafo. Desde la tercera planta se manipulaban los controles del telégrafo situado encima. Se construían esencialmente de mampostería y ladrillo, y a veces estaban encaladas o enfoscadas y pintadas de ocre. El acceso a la torre se hacía desde el primer piso, a través de una escalera exterior, que podía retirarse como mecanismo de defensa, y que solía encontrarse orientada al sudoeste con una ventana en la pared opuesta. Todas las torres son prácticamente idénticas, aunque se pueden apreciar diferencias en las técnicas de construcción en las que aún quedan en pie, dependiendo de la disponibilidad o no de los distintos materiales en la zona en que se construyeron, o al criterio de los encargados de construir el edificio.